# یگان سرسخت
یگان سرسخت (به انگلیسی: The Hard Corps) یک فیلم اکشن آمریکایی محصول سال ۲۰۰۶ به کارگردانی و نویسندگی شلدون لتیچ با بازی ژان کلود ون دام، رازق ادوتی، ویویکا ای فاکس و پیتر جیمز برایانت است. این چهارمین و آخرین همکاری ژان کلود ون دام و کارگردان فیلم شلدون لتیچ می‌باشد. این فیلم در ۱۵ اوت ۲۰۰۶ به صورت دی‌وی‌دی در ایالات متحده منتشر شد.
یک کهنه سرباز ارتش تیمی از محافظان را برای محافظت از یک بوکسور سابق جمع می‌کند. ولی بوکسور مشکوک می‌شود که خواهرش ممکن است رابطه عاشقانه‌ای با محافظ داشته باشد، اختلافاتی ایجاد می‌شود.

## داستان
فیلیپ سوواژ (ژان کلود ون دام) یک سرباز آمریکایی است که از اختلال استرس پس از سانحه ناشی از مدتی که در عراق و افغانستان در بیمارستان روانی می‌گذرد بهبود می‌یابد. آزادی ترل سینگل‌تری (ویو لیکوک) غول مشهور رپ از زندان باعث شده است که خواهر بزرگتر و مدیر وین بارکلی (رازق ادوتی) نگران تامارا (ویویکا ای فاکس) امنیت بیشتری را استخدام کند. وین، یک قهرمان بازنشسته سنگین وزن که به تاجر و رهبر جامعه تبدیل شده است، ظاهراً هدف ترل است که به دشمنانش ضربه می‌زند. یکی از کارکنان وین به نام مولینز با کلارنس باودن (جولیان دی. کریستوفر) در ارتش خدمت می‌کرد و او را در مورد جزئیات امنیتی می‌آورد. او نیز به نوبه خود، سوواژ را که در ارتش نیز مربی او بود، معرفی می‌کند.

## بازیگران
- ژان کلود ون دم در نقش فیلیپ ساوج
- رزاق ادوتی در نقش وین بارکلی
- ویویکا ای فاکس در نقش تامارا بارکلی
- پیتر جیمز بریانت در نقش کندال مولینز
- رون بوتیتا در نقش کارآگاه تیگ
- ویو لیکوک در نقش ترل سینگل‌تری
- آدریان هولمز در نقش کوجو
- مارک گریفین در نقش Casey Bledsoe
- رنالد سلمور در نقش Simcoe
- آرون آو در نقش Kim
- بکستر بل در نقش High Dog
- جولیان دی. کریستوفر در نقش Clarence Bowden
- اننکا کارول در نقش Jessie Otero
- شارون آموس در نقش Lydia
- دارون بل، جونیور. در نقش Leonard

## تولید
تصویربرداری اصلی این فیلم در ونکوور، بریتیش کلمبیا، کانادا طی ۳۹ روز از ۷ نوامبر تا ۱۶ دسامبر ۲۰۰۵ فیلمبرداری شد، همچنین در بخارست، رومانی در چهار روز از ۱۲ ژانویه تا ۱۶ ژانویه ۲۰۰۶ فیلمبرداری اضافی انجام شد.

## بازخوردها
- فراتر از هالیوود نوشت که سرعت و ساخت کند فیلم مطابق انتظارات طرفداران یک فیلم ویدیویی نیست، اگرچه بهتر از فیلم‌های فعلی استیون سیگال است.[۳]
- ایان جین از دی‌وی‌دی تالک به این فیلم امتیاز ۲.۵ از ۵ ستاره داد و نوشت: "در حالی که یگان سرسحت چند لحظه درخشان دارد، به طور کلی آنقدرها هم جذاب نیست".[۴]

## حواشی فیلم
در مصاحبه‌ای با کریو آنلاین، دون ویلسون ادعا می‌کند که او نه تنها با کارگردان شلدون لتیچ روی فیلمنامه کار کرده است، بلکه قرار بود در آن نقش آفرینی کند. ویلسون بیان می‌کند که در جستجوی تهیه‌کننده‌ای برای تامین مالی فیلم بوده است که ماه‌ها بعد با لتیچ تماس گرفت و متوجه شد که نه تنها نقش او با ژان کلود ون دام بازی کرده است، بلکه فیلمبرداری تقریباً به پایان رسیده است.